# Chichiltepec, Atlixtac
Chichiltepec är en ort i Mexiko.   Den ligger i kommunen Atlixtac och delstaten Guerrero, i den sydöstra delen av landet, 230 km söder om huvudstaden Mexico City. Chichiltepec ligger 1 554 meter över havet och antalet invånare är 508.
Terrängen runt Chichiltepec är kuperad österut, men västerut är den bergig. Runt Chichiltepec är det ganska glesbefolkat, med 42 invånare per kvadratkilometer. Närmaste större samhälle är Acatepec, 3,1 km öster om Chichiltepec. I omgivningarna runt Chichiltepec växer huvudsakligen savannskog.